# Barbara Klugman
Barbara Klugman é uma académica e activista sul-africana da igualdade de género e justiça social.

## Carreira
Ela tem um BA, um MA e um Ph.D. Na década de 1980, Barbara era uma ativista anti-apartheid e dos direitos das mulheres; ela leccionou Antropologia Social na Universidade de Wits. Na década de 1990, ela dirigiu o Women’s Health Project na Escola de Saúde Pública da Universidade de Wits, o que facilitou a consulta nacional e a mobilização, contribuindo para mudanças nas políticas de saúde da mulher na nova democracia.
Entre 2003 e 2009, ela comandou o portfólio internacional de saúde e direitos sexuais da Fundação Ford em Nova York; mais tarde trabalhou como freelance como Barbara Klugman Concepts (PTY) Ltd. Em dezembro de 2017, ela completou um mandato de seis anos no conselho da Urgent Fundo de Ação-África.
Ela dedica-se à forma como as mudanças na sociedade ocorrem, em especial a organização das redes que lutam pela igualdade de género e pela justiça social. Ela começou a trabalhar nisto quando apoiou organizações civis a dar o primeiro passo numa sociedade pós-aparthied na África do Sul. Toda a experiência que ela adquiriu neste e noutros projectos ela tem aplicado ao longo da sua carreira.
Ela estabeleceu e geriu o Women’s Health Project na África do Sul.